# Footwork FA12
Footwork FA12 — гоночный  автомобиль команды Формулы-1 Footwork, построенный под руководством Алана Дженкинса для участия в гонках Чемпионата мира сезона 1991 года.

## История

Алекс Каффи управляет Footwork FA12C Ford на Гран-при Испании 1991 года.

Двигатель Porsche 3512 (3,5 л., V12) получился очень тяжёлым (на 60-70 килограмм тяжелее, чем у конкурентов) и ненадёжным, что не позволило гонщикам команды рассчитывать на высокие результаты. Более чем в половине случаев гонщикам не удавалось даже пройти квалификацию.
В середине сезона контракт с Porsche был разорван и на Гран-при Франции 1991 года появилась новая версия шасси, получившая индекс FA12C, на которую устанавливался мотор Ford Cosworth DFR. Однако результаты выступлений команды практически не улучшились. Впервые за свою историю команда не взяла в чемпионате ни одного очка.

## Результаты в чемпионате мира Формулы-1
| Год  | Шасси               | Двигатель                            | Шины | Пилоты    | 1   | 2   | 3   | 4    | 5    | 6    | 7    | 8    | 9   | 10  | 11  | 12  | 13   | 14  | 15  | 16  | Место | Очки |
| ---- | ------------------- | ------------------------------------ | ---- | --------- | --- | --- | --- | ---- | ---- | ---- | ---- | ---- | --- | --- | --- | --- | ---- | --- | --- | --- | ----- | ---- |
| 1991 | Footwork FA12 FA12C | Porsche 3512 3,5 V12 Ford DFR 3,5 V8 | G    |           | США | БРА | САН | МОН  | КАН  | МЕК  | ФРА  | ВЕЛ  | ГЕР | ВЕН | БЕЛ | ИТА | ПОР  | ИСП | ЯПО | АВС | НКЛ   | 0    |
| 1991 | Footwork FA12 FA12C | Porsche 3512 3,5 V12 Ford DFR 3,5 V8 | G    | Альборето |     |     |     | Сход | Сход | Сход | Сход | Сход | НКВ | НКВ | НКВ | НКВ | Сход | 15  | НКВ | 13  | НКЛ   | 0    |
| 1991 | Footwork FA12 FA12C | Porsche 3512 3,5 V12 Ford DFR 3,5 V8 | G    | Каффи     |     |     | НКВ | НКВ  |      |      |      |      | НКВ | НКВ | НКВ | НКВ | НКВ  | НКВ | 10  | 15  | НКЛ   | 0    |
| 1991 | Footwork FA12 FA12C | Porsche 3512 3,5 V12 Ford DFR 3,5 V8 | G    | Юханссон  |     |     |     | Сход | НКВ  | НКВ  | НКВ  |      |     |     |     |     |      |     |     |     | НКЛ   | 0    |

| Легенда к таблице |                                                                    |
| --- | ------------------------------------------------------------------ |
| В таблице перечислены результаты всех Гран-при Формулы-1, в которых использовался автомобиль. Строками таблицы являются сезоны, столбцами — этапы чемпионата мира. В каждой клетке указаны сокращённое название этапа и результат, дополнительно обозначенный цветом. Расшифровка обозначений и цветов представлена в нижеследующей таблице. |                                                                    |
| \| Пример \| Описание \| \| ------------ \| ------------------------------------------------------------------ \| \| 1 \| Победитель \| \| 2 \| Второе место \| \| 3 \| Третье место \| \| 5 \| Финишировал, заработав очки \| \| Сход \| Не финишировал, но при этом заработал очки \| \| 12 \| Финишировал, не получив очков \| \| НКЛ \| Финишировал, но не попал в финальную классификацию \| \| 15 \| Участвовал вне зачёта, либо по отдельной классификации \| \| 18 \| Не финишировал, но попал в финальную классификацию \| \| Сход \| Не финишировал \| \| НКВ \| Не прошёл квалификацию \| \| НПКВ \| Не прошёл предквалификацию \| \| ДСК \| Дисквалифицирован \| \| ИСК \| Исключён из протокола соревнований \| \| ТТ \| Заявлен для участия только в тренировках \| \| НС \| Участвовал в квалификации, но не стартовал в гонке \| \| Т \| Травмирован или болен \| \| ОТК \| Отказ от участия \| \| НТР \| Прибыл на соревнования, но на трассу не выезжал \| \| НПР \| Был заявлен в числе участников, но не прибыл к началу соревнований \| \| О \| Соревнования отменены \| \| \| Не участвовал \| \| Поул-позиция \| \| \| Быстрый круг \| \| |                                                                    |
| Пример | Описание                                                           |
| 1 | Победитель                                                         |
| 2 | Второе место                                                       |
| 3 | Третье место                                                       |
| 5 | Финишировал, заработав очки                                        |
| Сход | Не финишировал, но при этом заработал очки                         |
| 12 | Финишировал, не получив очков                                      |
| НКЛ | Финишировал, но не попал в финальную классификацию                 |
| 15 | Участвовал вне зачёта, либо по отдельной классификации             |
| 18 | Не финишировал, но попал в финальную классификацию                 |
| Сход | Не финишировал                                                     |
| НКВ | Не прошёл квалификацию                                             |
| НПКВ | Не прошёл предквалификацию                                         |
| ДСК | Дисквалифицирован                                                  |
| ИСК | Исключён из протокола соревнований                                 |
| ТТ | Заявлен для участия только в тренировках                           |
| НС | Участвовал в квалификации, но не стартовал в гонке                 |
| Т | Травмирован или болен                                              |
| ОТК | Отказ от участия                                                   |
| НТР | Прибыл на соревнования, но на трассу не выезжал                    |
| НПР | Был заявлен в числе участников, но не прибыл к началу соревнований |
| О | Соревнования отменены                                              |
| | Не участвовал                                                      |
| Поул-позиция |                                                                    |
| Быстрый круг |                                                                    |